# Ratkov Dol
Ratkov Dol è un villaggio croato nel comune di Levanjska Varoš, nella regione di Osijek e della Baranja, all'interno della regione geografica della Slavonia. Nel 2011, il villaggio aveva una popolazione di 28 abitanti.